# Корбел, Марио
Марио Йозеф Корбел (чеш. Josef Mario Korbel; 22 марта 1882, Osík — 31 марта 1954, Манхэттен, Нью-Йорк) — чешский скульптор.
Родился в Осике в 1882 году, в семье священника Йозефа Корбеля и его жены Катерины Долезал Корбел. В 18 лет он поехал в США учиться, позднее продолжил обучение в Берлине, Мюнхене и Париже. Был членом Национального общества скульпторов.
В 1919 году создал статую в Университете Гаваны, Куба.
Умер 31 марта 1954-м в Манхэттене.